# Takahisa Fujinami
Takahisa Fujinami (藤波貴久?, Fujinami Takahisa; Yokkaichi, 13 gennaio 1980) è un pilota motociclistico giapponese, specialista del trial.
Ha iniziato a gareggiare nel 1989 con le biciclette per passare al motociclismo due anni dopo; già nel 1995 si è aggiudicato il primo dei suoi cinque titoli nazionali giapponesi stabilendo così il record di pilota più giovane ad esserlo aggiudicato, a soli 15 anni; si è poi ripetuto per altre quattro volte consecutive dal 1998 al 2001.
Dal 1996 iniziò anche a competere nel campionato mondiale di trial, sia outdoor che indoor, e nel 1997 è diventato il più giovane pilota ad aver vinto una prova del mondiale stesso. Dopo aver raggiunto alcuni buoni piazzamenti, si è aggiudicato il titolo mondiale "outdoor" nel 2004.
Durante la sua carriera ha utilizzato sempre moto Honda e nel 2000 è entrato a far parte della squadra ufficiale Honda-Montesa.

## Palmarès
- 1995 - 1º nel campionato giapponese di Trial
- 1998 - 1º nel campionato giapponese di Trial
- 1999 - 2º nel campionato mondiale di Trial Outdoor
- 1999 - 1º nel campionato giapponese di Trial (Grand Slam)
- 2000 - 2º nel campionato mondiale di Trial Outdoor
- 2000 -1º nel campionato giapponese di Trial
- 2001 - 2º nel campionato mondiale di Trial Outdoor
- 2001 - 1º nel campionato giapponese di Trial
- 2002 - 2º nel campionato mondiale di Trial Outdoor
- 2003 - 2º nel campionato mondiale di Trial Outdoor
- 2004 -Campione del mondo Trial outdoor
- 2004 - 2º nel campionato del mondo di Trial indoor
- 2005 - 2º nel campionato mondiale di Trial Outdoor
- 2006 - 2º nel campionato mondiale di Trial Outdoor
- 2006 - 5º nel campionato mondiale di Trial Indoor
- 2007 - 3º nel campionato mondiale di Trial Outdoor
- 2007 - 4º nel campionato mondiale di Trial Indoor
- 2008 - 3º nel campionato mondiale di Trial Outdoor
- 2008 - 4º nel campionato mondiale di Trial Indoor
- 2008 - 2º nel Trial delle Nazioni (con la nazionale giapponese)
- 2009 - 3º nel campionato mondiale di Trial Outdoor
- 2009 - 4º nel campionato mondiale di Trial Indoor
- 2010 - 3º nel campionato mondiale di Trial Outdoor
- 2010 - 6º nel campionato mondiale di Trial Indoor